# KFC Scela Zele
Dernière mise à jour : 19 mars 2012.
Le Koninklijke Football Club Scela Zele est un ancien club de football belge, créé en 1925 et disparu en 1970. Au cours de son Histoire, il dispute 14 saisons en Promotion, le quatrième niveau national. Il est absorbé dans une fusion avec le Koninklijke Sportkring Zele et le Football Club De Zeven Zele pour former l'actuel KFC Eendracht Zele. Le Scela Zele est un des rares clubs à avoir porté deux matricules différents au cours de son Histoire.

## Histoire
Le club est fondé le 5 octobre 1925 sous le nom de Katholieke Sportopbeuring Football Club Scela. Il s'affilie à l'Union belge de football le 15 octobre 1926 sous le nom de Football Club Scela Zele, et reçoit quelques semaines plus tard le matricule 783. Moins de trois ans plus tard, le 4 décembre 1929 le club démissionne de la fédération nationale pour rejoindre la Diocesaan Sport Verbond van Oost-Vlaanderen, une fédération provinciale rivale. Son matricule est radié des listes de l'URBSFA. Il revient à l'Union Belge le 11 avril 1932, et reçoit à cette occasion un nouveau matricule, le 1837.
Le Scela Zele reprend les compétitions de l'URBSFA au plus bas niveau régional. Le 13 avril 1951, le club est reconnu « Société Royale », et prend le nom de Koninklijke Football Club Scela Zele. Cinq ans plus tard, il rejoint pour la première fois de son Histoire la Promotion, quatrième et dernière division nationale. Il négocie assez bien le passage au niveau national, et termine sixième de sa première saison en Promotion, place qu'il obtient également deux ans plus tard, en 1959. Le club réalise sa meilleure saison en 1961-1962, quand il termine à la quatrième place. Son plus mauvais classement final est une douzième place, en 1968, à quelques longueurs des positions de relégables.
Le club termine dixième en 1970, et doit être rejoint la saison suivante par le Koninklijke Sportkring Zele, un autre club de la localité, fondé en 1927 et porteur du matricule 1046. Mais il n'y aura jamais de derbies au niveau national entre ces deux équipes. Sous l'impulsion des autorités communales, les deux clubs, ainsi que le Football Club De Zeven Zele, fondé deux ans plus tôt et porteur du matricule 7170, finissent par fusionner en un seul, le Koninklijke Football Club Eendracht Zele. Le club fusionné conserve le matricule 1046 du Sportkring, les deux autres sont radiés des listes de l'URBSFA.

## Résultats dans les divisions nationales
Statistiques clôturées, club disparu

### Bilan
| Niv | Divisions     | Jouées | Titres | TM Up | TM Down |
| --- | ------------- | ------ | ------ | ----- | ------- |
| I   | 1re nationale | 0      | 0      |       |         |
| II  | 2e nationale  | 0      | 0      |       |         |
| III | 3e nationale  | 0      | 0      |       |         |
| IV  | 4e nationale  | 14     | 0      |       |         |
| V   | 5e nationale  | 0      | 0      |       |         |
|     |               |        |        |       |         |
|     | TOTAUX        | 14     | 0      | 0     | 0       |

- TM Up : test-match pour départager des égalités, ou toutes formes de Barrages ou de Tour final pour une montée éventuelle.
- TM Down : test-match pour départager des égalités, ou toutes formes de Barrages ou de Tour final pour le maintien.

### Classements saison par saison
| Ordre | Saison  | Nom du club                                                                                                   | Niveau | Classement final                                                                                              | Remarques |
| ----- | ------- | --- | --- | --- | --- |
| 1     | 1956-57 | KFC Scela Zele                                                                                                | Promotion série D                                                                                             | 6e/16 | |
| 2     | 1957-58 | KFC Scela Zele                                                                                                | Promotion série A                                                                                             | 8e/16 | |
| 3     | 1958-59 | KFC Scela Zele                                                                                                | Promotion série A                                                                                             | 6e/16 | |
| 4     | 1959-60 | KFC Scela Zele                                                                                                | Promotion série C                                                                                             | 9e/16 | |
| 5     | 1960-61 | KFC Scela Zele                                                                                                | Promotion série A                                                                                             | 8e/16 | |
| 6     | 1961-62 | KFC Scela Zele                                                                                                | Promotion série B                                                                                             | 4e/16 | |
| 7     | 1962-63 | KFC Scela Zele                                                                                                | Promotion série A                                                                                             | 5e/16 | |
| 8     | 1963-64 | KFC Scela Zele                                                                                                | Promotion série A                                                                                             | 11e/16 | |
| 9     | 1964-65 | KFC Scela Zele                                                                                                | Promotion série C                                                                                             | 5e/16 | |
| 10    | 1965-66 | KFC Scela Zele                                                                                                | Promotion série D                                                                                             | 11e/16 | |
| 11    | 1966-67 | KFC Scela Zele                                                                                                | Promotion série B                                                                                             | 8e/16 | |
| 12    | 1967-68 | KFC Scela Zele                                                                                                | Promotion série B                                                                                             | 12e/16 | |
| 13    | 1968-69 | KFC Scela Zele                                                                                                | Promotion série A                                                                                             | 7e/16 | |
| 14    | 1969-70 | KFC Scela Zele                                                                                                | Promotion série B                                                                                             | 10e/16 | |
| X     | 1970    | Fusion avec le KSK Zele et le FC De Zeven Zele pour former le KFC Eendracht Zele, le matricule 1837 disparaît | Fusion avec le KSK Zele et le FC De Zeven Zele pour former le KFC Eendracht Zele, le matricule 1837 disparaît | Fusion avec le KSK Zele et le FC De Zeven Zele pour former le KFC Eendracht Zele, le matricule 1837 disparaît | Fusion avec le KSK Zele et le FC De Zeven Zele pour former le KFC Eendracht Zele, le matricule 1837 disparaît |

### Articles liés
- KFC Eendracht Zele